# ピオトル・コワルスキー
ピオトル・コワルスキー（Piotr Kowalski, 1927年3月2日 - 2004年1月7日）は、ポーランド出身の現代美術家、建築家。数学、科学・技術に通じ広い分野で活動した。

## 生涯
- 1946年 - ブラジルに移住。
- 1947年 - 1952年　マサチューセッツのMIT工科大学で学ぶ。数学をノーバート・ウィーナー、視覚美術をジョージ・ケペッシュに師事した。
- 1952年 - 1953年　建築家としてイオ・ミン・ペイ建築事務所に在籍した後、マルセル・ブロイヤーと働く（1955年まで）。マルセル・ブロイヤーのUNESCO本部の建築家としてパリに移動。以降、主にパリを拠点として活動した。
- 1961年 - 美術家として最初の個展（パリ）。
- 1985年 - フランス芸術文化勲章を受章。
- 1978年～1985年　MIT工科大学のCAVSの特別研究員として教鞭を執る。
- 1987年～1993年　パリのエコール・デ・ボザールで教鞭を執る。
- 1990年 - フランス国家功労勲章シュヴァリエを受章。

## 展覧会
ドクメンタ、ヴェネチア・ビエンナーレ、ポンピドゥ・センター、グッゲンハイム美術館など世界の主要美術館などで多数。
日本では、原美術館（1983年）、水戸芸術館（1993年）等で個展が開かれた。

## 作品
世界の美術館に多数の作品が収蔵されている。
ダイナマイトの爆発のエネルギーを巨大な鉄板などに形どる彫刻、遠心力を使い植物を地球引力と異なった方向に生育させるもの、観者の手の中でオーロラと同じ現象を起こさせるもの、膜や表面に関するものなど、数学や物理学に関わるものがある一方、脳内での認識をテーマにして、空間や時間の対象性や認識のメカニズムを問題にしたもの、世界の人口の増加などを見える形にしてみせるものなど、科学と哲学に関わる作品は作風も非常に多域に渡る。
また、美術館内の作品だけでなく、巨大な野外彫刻が世界中に存在することでも知られる。
ロングビーチにあるカリフォルニア州立大学（CSU）内の「Now」(1965年)、ラ・デファンスの「デグレ広場」（1991年）、サン＝カンタン＝アン＝イヴリーヌ「パリ門」（1991年）、マルヌ＝ラ＝ヴァレのシテ・デ・デカルト「地軸」（1992）など多数。
日本には、 京都駅ビルアート広告（1997年）、東京代官山のエレクトロニックひまわり (2000年）、山口県きらら博記念公園の「風人」（2001年）、　京都の御池通りの「アイランド・レイク」（2002年）、岩手県いわて県民情報交流センター内の「エレクトロニック・ツリー」（2005年）
などがある。　
山口県の山口きらら博記念公園内の「風人」は、県の意向で維持できなくなったとして、現在、撤去の危機にある（2011年2月現在）。

## 日本語文献
- 1993年　ピオトル・コヴァルスキー世紀末サイエンス　水戸芸術館現代美術センター　ISBN 978-4943825142
- 1983年　コワルスキー展　原美術館

## 表記について
多くの言語の異なる国に在籍していたため、それぞれの国の作家として取られる事が多い。そのため、ピョートル、ピオトル、コワルスキー、コヴァルスキー、コワルスキ等、日本語での名前の表記が数種類存在する。